# Устанак јесење жетве
Устанак јесење жетве је устанак који се одиграо у кинеским провинцијама Хунан и Ђангси, 7. септембра 1927, предвођен Мао Цедунгом, који је успоставио краткотрајни Хунански совјет.
Након почетног успеха, устанак су брутално угушиле снаге Куоминтанга. Мао је наставио да верује у руралну стратегију, али је закључио да би било неопходно формирати партијску војску.

## Позадина
Као подршку Северној експедицији, Мао је послат да испита услове сељака у својој родној провинцији Хунан. Његов Извештај о истрази сељачког покрета у Хунану позвао је на подршку руралној револуцији.

## Устанак
У почетку, Мао се борио да прикупи снаге за устанак, али Ли Џен је окупила сељаштво и чланове своје локалне комунистичке трупе да се придруже. Мао је тада повео малу сељачку војску против Куоминтанга и земљопоседника Хунана, успешно успоставивши совјетску владу. Устанак је на крају поражен од стране снага Куоминтанга у року од два месеца након успостављања Совјета. Мао и остали су били приморани да се повуку у Ђингангске планине на граници између провинција Хунан и Ђангси, где је наишао на војску рудара који ће му помоћи у каснијим биткама. Ово је био један од раних оружаних устанака комуниста и означио је значајну промену у њиховој стратегији. Мао и оснивач Црвене армије Џу Де су наставили да развијају руралну стратегију која се усредсређује на герилску тактику. Ово је утрло пут за Дуги марш 1934. године.

## Разлози неуспеха устанка
Устанак показује огроман значај организоване војне силе за успех или неуспех побуне. Неуспех је открио да су улози и питању војне силе давали различит нагласак од стране оперативаца различитих нивоа у комунистичкој партији и да су постали тема озбиљних свађа и неслагања које су довеле до дезорганизације. Очигледно непоштовање рудиментарне предустаничке војне организације наговештава да је Мао био више „пучиста“ (до неке тачке) од својих кинеских или руских надређених.

### Масовна убиства хунанских цивила
Националистичка антикомунистичка масовна убиства била су усмерена против свих хунанских цивила. Око 80.000 становника Хунана је убијено у Лилингу, а око 300.000 становника Хунана је убијено у окрузима Чалинг, Леијанг, Љујанг и Пингђанг.

## Литераура
- Hofheinz, Jr., Roy (1977). The Broken Wave: The Chinese Communist Peasant Movement, 1922-1928. Cambridge, Mass.: Harvard University Press. ISBN 9780674083912. Reprinted: De Gruyter, 2014 eBook Архивирано 2018-06-09 на сајту
- Li, Xiaobing. China at War: An Encyclopedia (ABC-CLIO, 2012) pp 15–16.